# Jim Aiken (edző)
James Wilson Aiken (Wheeling, Nyugat-Virginia, 1899. május 26. – Medford, Oregon, 1961. október 31.) amerikai amerikaifutball-játékos, valamint amerikaifutball- és kosárlabdaedző. 1936-tól 1938-ig az Akron Zips, 1939 és 1946 között a Nevada Wolf Pack, 1947-től 1950-ig pedig az Oregon Ducks amerikaifutball-edzője, valamint 1944–1945-ben a Nevada Wolf Pack kosárlabdaedzője.

## Fiatalkora
Egy gazdálkodó fiaként született Wheeling közelében, de az Ohio állambeli Tiltonsville-ben nőtt fel. A Martins Ferry-i Középiskola kiemelkedő sportolója volt. Az első világháborút követően beiratkozott a Washington és Jefferson Főiskolára, ahol az amerikaifutball-csapat endjeként játszott a döntetlenre végződő 1922-es Rose Bowlon.

## Pályafutása

### Középiskolai edzőként
1922-ben szerzett diplomát, ezután Pennsylvania és Ohio államokban sikeres középiskolai edző lett. Csapatai többször is állami bajnokok lettek.

### Egyetemi edzőként
Az Akron Zipsnél elért 19–7–1-es eredménye a csapat történetének legjobbja. 1947-ben az Oregon Ducks edzője lett; 1948-ban a csapat egy konferenciamérkőzést sem vesztett el, majd az 1949-es Cotton Bowl Classicon kikaptak az SMU Mustangs ellen. Az 1948-as és 1949-es csapatok fontos játékosa volt John McKay, a USC Trojans jövőbeli edzője.

## Visszavonulása után
Négy szezont követően 1951 júniusában visszavonult, és a faiparban helyezkedett el, egy ideig pedig a Roseburgi Középiskola atlétikai igazgatója volt. Az 1950-es években több szívrohama is volt, egy 1961-es sportfogadást követően ebben hunyt el.

## Eredményei vezetőedzőként
| Év                                         | Eredmény               | Eredmény               | Helyezés               | Továbbjutás            | AP                     |
| Év                                         | Összesített            | Konferencia            | Helyezés               | Továbbjutás            | AP                     |
| Akron Zips (Független)                     | Akron Zips (Független) | Akron Zips (Független) | Akron Zips (Független) | Akron Zips (Független) | Akron Zips (Független) |
| ------------------------------------------ | ---------------------- | ---------------------- | ---------------------- | ---------------------- | ---------------------- |
| 1936                                       | 6–2–1                  | –                      | –                      | –                      | –                      |
| 1937                                       | 7–2                    | –                      | –                      | –                      | –                      |
| 1938                                       | 6–3                    | –                      | –                      | –                      | –                      |
| Eredmény:                                  | 19–7–1                 | –                      | –                      | –                      | –                      |
| Nevada Wolf Pack (Far Western Conference)  |                        |                        |                        |                        |                        |
| 1939                                       | 5–4                    | 3–1                    | 2.                     | –                      | –                      |
| Nevada Wolf Pack (Független)               |                        |                        |                        |                        |                        |
| 1940                                       | 4–4–1                  | –                      | –                      | –                      | –                      |
| 1941                                       | 3–5–1                  | –                      | –                      | –                      | –                      |
| 1942                                       | 4–3–1                  | –                      | –                      | –                      | –                      |
| 1943                                       | 4–4                    | –                      | –                      | –                      | –                      |
| 1944                                       | 7–3                    | –                      | –                      | –                      | –                      |
| 1945                                       | 7–2                    | –                      | –                      | –                      | –                      |
| Eredmény:                                  | 38–26–4                | 3–1                    | –                      | –                      | –                      |
| Oregon Webfoots (Pacific Coast Conference) |                        |                        |                        |                        |                        |
| 1947                                       | 7–3                    | 5–1                    | T–2.                   | –                      | –                      |
| 1948                                       | 9–2                    | 7–0                    | T–1.                   | Cotton Bowl            | 9                      |
| 1949                                       | 4–6                    | 2–5                    | T–6.                   | –                      | –                      |
| 1950                                       | 1–9                    | 0–7                    | 9.                     | –                      | –                      |
| Eredmény:                                  | 21–20                  | 14–3                   | –                      | –                      | –                      |
| Összesen:                                  | 78–53–5                | –                      | –                      | –                      | –                      |
| Jelmagyarázat: Konferenciabajnok           |                        |                        |                        |                        |                        |

## Fordítás
- Ez a szócikk részben vagy egészben  a   Jim Aiken című angol Wikipédia-szócikk ezen változatának fordításán alapul.  Az eredeti cikk szerkesztőit annak laptörténete sorolja fel. Ez a jelzés csupán a megfogalmazás eredetét és a szerzői jogokat jelzi, nem szolgál a cikkben szereplő információk forrásmegjelöléseként.